# Gilberte Lauvray
Gilberte Lauvray est une comédienne française née le 13 août 1905 à Salies-de-Béarn et morte le 24 octobre 1986 à Paris 9e.
Elle apparait dans de nombreuses opérettes de l’entre-deux guerres, puis au théâtre et au cinéma.
Elle était la fille du violoncelliste Gilbert Lauvray (1877-1955).

## Biographie
Gilberte Lauvray commence sa carrière en 1925, au Music Hall de Montmartre la Gaieté Rochechouart. Elle y apparait dans la Comédie Musicale Quand on est trois puis au crédit de la tournée qui suivra (notamment au théâtre de La Chaux-de-Fonds en Suisse, en décembre 1925 et au théâtre Daunou à Paris, en mai 1926).
Repérée par le célèbre auteur de l'époque Albert Willemetz, elle joue ensuite dans son opérette Ta bouche en 1926, avant qu’il lui propose de rejoindre la troupe du théâtre des Bouffes-Parisiens, dont Willemetz est le directeur.
Elle y débute par de petits rôles dans des opérettes souvent légères et dans lesquelles sa plastique est mise en avant : Mannequins (1928), Déshabillez-vous ! (1929), Une nuit au Louvre (1929), etc.
Ses rôles, durant cette période, sont seulement parlés ou chorégraphiés.
En 1929, elle partage l’affiche de l’opérette Flossie avec le jeune premier Jean Gabin et Jacqueline Francell. Cette opérette jouée plus de 400 fois au Théâtre des Bouffes-Parisiens est l’un des spectacles les plus courus de Paris à cette époque. Forte de ce succès, elle part en tournée en 1930 à travers l’hexagone et enchaîne plusieurs opérettes : Le cœur y est (tournée Charles Baret) à Vittel en septembre 1930, Kadubec au théâtre des Variétés en 1930 puis au théâtre des Ternes en 1931 et Arthur au théâtre de l’Alhambra à Lille en 1932.
C’est en 1932 que sa carrière avance significativement avec Xantho chez les courtisanes, opérette dont Arletty est l’une des vedettes, et Oh Papa !. Ces deux pièces rencontrent un vif succès et seront jouées durant de longs mois à Paris et en province entre 1932 et 1934.
Gilberte Lauvray ait ses débuts au cinéma en 1932 dans Le Baptême du petit Oscar. de Jean Dréville, avec René Donnio.
Elle fait plusieurs apparitions à l’Opéra de Paris en 1935 et 1936 dans la comédie musicale Le chevalier à la Rose Der Rosenkavalier sous la baguette de Richard Strauss puis Image, un divertissement chorégraphique. Elle enchaine au cinéma avec le tournage du film les Perles de la couronne
 de Christian-Jaque avec  Sacha Guitry et Arletty en 1937 puis L'Accroche-cœur de Pierre Caron avec Jacqueline Delubac en 1938.
Durant la guerre et l’occupation, Gilberte Lauvray joue au théâtre Palace : Eulalie en 1941 et Vive la Reine en 1942. Elle intègre en 1944 la troupe de l’opérette Clochemerle, adaptation de Raymond Souplex du livre à succès sorti 10 ans plus tôt, au théâtre Moncey (25)
Marquée par la guerre, Gilberte Lauvray délaisse peu à peu la comédie musicale et l’opérette légère à la Libération, pour apparaître dans des pièces de théâtre au sujet parfois plus grave : l’affaire Fualdès au théâtre du Vieux-Colombier en 1950-51 avec Michel Piccoli ou le grand succès Lorsque l'enfant paraît (Roussin) de André Roussin en 1951. Cette dernière pièce, crée au théâtre des Nouveautés  en 1951 donnera lieu à des représentations jusqu’en 1956 et conduira la troupe au Théâtre royal du Parc à Bruxelles ou au théâtre de Monte-Carlo  en avril 1956.
Gilberte Lauvray tournera également dans l’adaptation cinématographique de la pièce, dans le film de Michel Boisrond aux côtés de Gaby Morlay en 1956.
C’est avec cette dernière et aux côtés de Joséphine Baker qu’elle s’engage auprès de la Ligue Internationale Contre le Racisme et l’Antisémitisme. Elle sera citée à ce titre lors du meeting de la LICRA donné le 27 septembre 1955, salle des sociétés Savantes à Paris.
Parmi les grands succès populaires de cette période, Ne quittez pas... avec Guy Tréjan et Daniel Ceccaldi en 1957 au théâtre des Nouveautés et Blaise pièce de Claude Magnier la même année, au théâtre des Nouveautés. Gilberte Lauvray y joue avec François Guérin et Marie-José Nat. La pièce sera jouée jusqu’en 1962 au Théâtre de la Porte-Saint-Martin, enregistrée au théâtre Marigny et diffusée à la télévision française en septembre 1966.
Suivront de nombreuses pièces dans les années 1960 et 1970 : La Voyante au Théâtre de la Madeleine en 1963 puis au Théâtre de Lyon en 1965, Tartuffe de Molière au Théâtre de l'Alliance française Paris en 1965 et 1966, La Bonne Adresse avec Jean-Pierre Darras, Perrette Pradier et Patrick Préjean au théâtre des Nouveautés en 1966, Tête de Bulle de Jean-Jacques Forestier avec Jean-Jacques et Guy Grosso au théâtre Charles de Rochefort en 1966, Hadrien VII de Peter Luke au théâtre de Paris entre 1970 et 1972, Monsieur chasse de Georges Feydeau en 1972.
Au cinéma, Gilberte Lauvray aura néanmoins un succès plus timide, étant confinés à des seconds rôles. Elle apparaît dans les films Le Maestro de Claude Vital avec Jean Lefebvre en 1977, Mortelle Randonnée de Claude Miller avec Michel Serrault en 1982 et L'Ami de Vincent de Pierre Granier-Deferre avec Jean Rochefort et Philippe Noiret en 1983.
Gilberte Lauvray, célibataire, décède à son domicile, rue Navarin à Paris 9e, le 24 octobre 1986 à l’âge de 81 ans.
Elle est enterrée au cimetière de la Chartreuse à Bordeaux.

## Filmographie
- 1932 : Le Baptême du petit Oscar de Jean Dréville
- 1937 : les Perles de la couronne de Sacha Guitry
- 1938 : L'Accroche-cœur de Pierre Caron
- 1956 : Lorsque l’enfant paraît de Michel Boisrond
- 1966 : Vive la vie de Joseph Drimal
- 1977 : Le Maestro de Claude Vital
- 1982 : Mortelle Randonnée de Claude Miller
- 1983 : L'Ami de Vincent de Pierre Granier-Deferre

## Théâtre
- 1925 : Quand on est trois  comédie musicale d'Albert Willemetz à la Gaieté Rochechouart
- 1926 : Ta bouche opérette d'Albert Willemetz au théâtre Daunou
- 1928 : Mannequins opérette, théâtre des Bouffes-Parisiens
- 1928 : Déshabillez-vous ! opérette, théâtre des Bouffes-Parisiens
- 1928 : Une nuit au Louvre opérette, théâtre des Bouffes-Parisiens
- 1929 : Flossie opérette d'Albert Willemetz avec Jean Gabin, théâtre des Bouffes-Parisiens
- 1930 : Le cœur y est comédie musicale de Raoul Praxy (tournée Charles Baret), théâtre du Casino de Vittel
- 1931 : Kadubec, théâtre des Variétés[9] puis théâtre des Ternes
- 1932 : Arthur, théâtre de l'Alhambra
- 1933 : Oh Papa ! opérette, théâtre des Nouveautés puis théâtre des Variétés à Marseille[10].
- 1935 : Le chevalier à la Rose Der Rosenkavalier Comédie Musicale de Richard Strauss à l'Opéra de Paris[11].
- 1936 : Images (divertissement chorégraphique) à l'Opéra de Paris
- 1941 : Eulalie, Le Palace (Paris)
- 1942 : Vive la reine !, Le Palace (Paris)
- 1944 : Clochemerle, au Théâtre Moncey[12].
- 1945 : Titi, le chevalier gentil, au Théâtre Moncey[13].
- 1946 : L’horrible invention du professeur Prune, au Théâtre des Deux Ânes
- 1948 : Faut que ca saute, au Théâtre des Deux Ânes
- 1950 : L’affaire Fualdès de Denis Marion, au Théâtre du Vieux-Colombier
- 1951 : Lorsque l'enfant paraît (Roussin) de André Roussin, théâtre des Nouveautés
- 1951 : Le Voyage de Mr Perrichon de Eugène Labiche et Édouard Martin
- 1956 : Le Prince Endormi de Constance Coline, théâtre de la Madeleine
- 1957 : Ne quittez pas... de Marc-Gilbert Sauvajon au théâtre des Nouveautés
- 1958 : Romanoff et Juliette de Peter Ustinov, théâtre Marigny
- 1959 : Blaise de Claude Magnier au théâtre des Nouveautés
- 1961 : Les Glorieuses de André Roussin au théâtre de La Chaux-de-Fonds puis au théâtre des Célestins et à Genève (mars 1962)
- 1962 : Blaise de Claude Magnier au théâtre de la Porte-Saint-Martin
- 1963 : La Voyante de Claude Magnier au théâtre de la Madeleine
- 1965 : Le Tartuffe ou l'Imposteur de Molière au Théâtre de l'Alliance française
- 1966 : Tête de Bulle  de Jean-Jacques Forestier au théâtre Charles de Rochefort
- 1966 : Blaise de Claude Magnier au théâtre Marigny (enregistrement pour la télévision le jeudi 23 juin 1966)
- 1966 : La Bonne Adresse  de Jean-Pierre Darras au théâtre des Nouveautés
- 1970 : Hadrien VII de Peter Luke  au théâtre de Paris
- 1972 : Monsieur chasse de Georges Feydeau